# 新居洋子
新居 洋子（にい ようこ、1979年 - ）は、日本の歴史学者。学位は、東京大学・博士（文学）。

## 来歴
1979年、東京都生まれ。国立音楽大学附属高等学校普通科、国立音楽大学音楽学部音楽学学科卒業。2004年、桜美林大学大学院国際学研究科修士課程修了、2012年、東京大学大学院人文社会科系研究科博士課程修了（アジア文化研究専攻）。東京大学東洋文化研究所国際学術交流室特任助教、日本学術振興会特別研究員を経て、大東文化大学文学部准教授。
2015年、第34回東方学会賞受賞。2018年7月、『イエズス会士と普遍の帝国—在華宣教師による文明の翻訳』（名古屋大学出版会）で第35回渋沢・クローデル賞本賞。同年12月、第40回サントリー学芸賞（思想・歴史部門）受賞。

## 著書
- 『イエズス会士と普遍の帝国―在華宣教師による文明の翻訳―』名古屋大学出版会、2017年10月